# برهان آکبوداک
برهان آکبوداک (به انگلیسی: Burhan Akbudak،  زادهٔ ۱ ژوئن ۱۹۹۵) یک کشتی‌گیر فرنگی‌کار اهل کشور ترکیه است. وی سابقه حضور در المپیک ۲۰۲۴ پاریس را دارد.
از افتخارات وی می‌توان به کسب مدال طلا قهرمانی کشتی جهان ۲۰۲۲ و مدال نقره قهرمانی کشتی جهان ۲۰۲۱ اشاره کرد.

## فعالیت حرفه‌ای

### قهرمانی کشتی جهان ۲۰۲۱
آکبوداک در وزن ۸۲ کیلوگرم کشتی فرنگی قهرمانی کشتی جهان ۲۰۲۱ اسلو شرکت کرد، او در این مسابقات گغام تورگومیان از ارمنستان، لاسلو زابو از مجارستان، بن پروویزور از آمریکا و پژمان پشتام از ایران را شکست داد و به فینال رسید. وی در دیدار نهایی به رفیق حسینوف از آذربایجان باخت و به مدال نقره رسید.

### قهرمانی کشتی جهان ۲۰۲۲
آکبوداک در وزن ۸۲ کیلوگرم کشتی فرنگی قهرمانی کشتی جهان ۲۰۲۲ بلگراد شرکت کرد، او در این مسابقات ماتئو مافزولی از ایتالیا، گلا بولکوادزه از گرجستان و یاروسلاو فیلچاکوف از اوکراین را شکست داد و به فینال رسید. وی در فینال جالگاسبای بردی‌مرادف از ازبکستان را شکست داد و مدال طلا را بدست آورد.